# Хмонги
Хмо́нги (самон. кит. 赫蒙族/苗族; хмонг; H’Mông) — этническая группа родом из горных областей современных КНР, Вьетнама, Лаоса и Таиланда. Входят в группу народов мяо в южном Китае. Исторически хмонги жили в районе реки Хуанхэ, но гонения со стороны цинских властей стали причиной ряда восстаний в XVIII—XIX веках, подавление которых унесло жизни миллионов людей и повлекло за собой их массовое перемещение на юг. 
По переписи 1990 года, в КНР проживало 7,4 млн людей происхождения мяо, из них 5,4 млн считали родным один из языков мяо, в том числе 2 млн — хмонгский язык, точнее один из нескольких его диалектов. Кроме этого, 780 тыс. хмонгов живут во Вьетнаме (1999); 460 тыс. — в Лаосе (7,4 % населения), и 151 тыс. — в Таиланде.

## Расселение

### Хмонги в Лаосе
Первые хмонги мигрировали на территорию современного Лаоса в 1810—1820-х годах. Несмотря на то, что они старались селиться в удалённой местности, между ними и народом кхму происходили вооружённые столкновения за право возделывать землю на плато Сиангкхуанг.
В 1893 году на территории Лаоса был установлен французский протекторат. В 1896 году новыми властями была введена налоговая система. Хмонги стали обязаны платить налоги дважды: местным чиновникам и колониальной администрации. После того, как старейшины хмонгов сообщили сборщикам податей, от которых они и узнали о введении нового налога, о невозможности выполнить их требования, власти выслали против них милицейский отряд. Собранное хмонгами ополчение само атаковало франко-лаосское войско, после чего колониальные власти пошли на смягчение изначальных условий. В 1918 году племянник деревенского старейшины Па Чай поднял восстание в Северном Вьетнаме, названное колониальными властями «восстанием сумасшедшего». Предводитель объявил себя исполнителем небесной воли и призывал хмонгов сражаться за создание независимого королевства со столицей в Дьенбьенфу. Восстание распространилось на заселённых хмонгами территориях Тонкина и северного Лаоса общей площадью около 40 тысяч километров, закончившись в 1921 году с убийством Па Чая. Впоследствии французские власти отстранили от сборов налогов тайских чиновников и ввели систему частичного самоуправления.
В 1960 году много хмонгов в Лаосе было набрано американским ЦРУ в ополчение для участия в боевых действиях против движения Патет Лао социалистической ориентации в ходе гражданской войны в Лаосе (1960—1975). С 1968 года основные бои происходили между отрядами хмонгов и регулярной армией Демократической Республики Вьетнам, хотя велась и гражданская война между роялистами и Патет Лао. Однако сопоставимое число мяо набиралось и движением Патет Лао для борьбы против королевского правительства и ЦРУ.
В 1975 году, после окончания Вьетнамской войны, около 60 тысяч хмонгов бежали на гору Фубиа (высшая точка Лаоса), и отсюда на протяжении последующих десятилетий оказывали сопротивление новому коммунистическому правительству.
Генерал ополчения Ванг Пао был хмонгом по происхождению. Его штаб-квартира была в городе Лонг Ченг, население которого во время войны достигло трёхсот тысяч, при этом две трети составляли мяо. В ходе боевых действий военных лётчик — мяо Ли Луэ вошёл в историю военной авиации как совершивший наибольшее количество боевых вылетов.
После неудач во Вьетнаме и окончания войны американцы вынуждены были покинуть Лаос, и генерал Ванг Пао был эвакуирован в Таиланд, с территории Лаоса бежало много людей, помогавших США в этой войне, в том числе около трёхсот тысяч хмонгов. Отдельные отряды хмонгов продолжали сопротивление, в том числе движение Чао Фа, Этническая организация освобождения Лаоса (её лидер Па Као Хэ участвовал в международной конференции антикоммунистических повстанцев 1985 года), Объединённый национальный фронт освобождения Лаоса. Однако помощь оружием и финансами была явно недостаточной, движение не достигло крупных успехов. Разрозненные боевые действия против правительственных войск продолжает ополчение самообороны Чао Фа под командованием Чонг Лор Хэ.

### Хмонги во Вьетнаме
Несмотря на ограничение свободы вероисповедания во Вьетнаме, в XXI веке хмонги-протестанты неофициально практикуют свои религиозные обряды, хотя они и находятся под постоянным надзором государства.

### Хмонгская диаспора
Потерпев поражение в 1975 году, сотни тысяч хмонгов бежали в Таиланд, а также искали политическое убежище в странах Запада. Тысячи этих беженцев переселились в США и страны Европы с конца 1970-х годов. 
В США, по переписи 2000 года, проживало свыше 221 000 хмонгов, во Франции — 16 000 (в том числе 1500 во Французской Гвиане). Хмонги живут также в Канадe, Австралии, Аргентине и других странах. Приблизительно 8 000 хмонгских беженцев остаются в Таиланде. Немало хмонгов продолжает проживать в Лаосе, они занимают территорию выше 1000 м в горах.
С 1990 года ООН стала проводить операции по возвращению беженцев-хмонгов из Таиланда в Лаос. Не все мяо согласились вернуться, опасаясь преследований. Часть мяо была распределена по другим странам.